# Pawn Stars
Pawn Stars er et amerikansk realityshow, der bliver vist på tv-kanalen History. Det bliver produceret af Leftfield Pictures. Serien er filmet i Las Vegas, Nevada hvor den viser de daglige aktiviteter i den verdenskendte guld- og sølvpantsættebutik. Butikken har åbent 24 timer i døgnet og det er en familieforretning der bliver kørt af Richard ''Old Man'' Harrison, hans søn Rick Harrison der stiftede butikken med sin far i 1988, Rick's søn Corey Big Hoss Harrison og Coreys barndomsven Austin Chumlee Russell. Serien der senere blev History's højest vurderede show blev første gang vist den 26. juli 2009. Genudsendelser kan ses på History kanalen og 'søster-kanalen' Lifetime, har sendt showet siden december 2010. 

Serien viser personalets interaktioner med kunder, der kommer ind med gamle ting de kan sælge, pantsætte eller donere de ting de bringer ind. Man ser også tit at der bliver 'pruttet' om prisen og at de diskuterer objektets historiske baggrund, med kommentarer fra Harrison familien, og til tider Chumlee. Serien viser også konflikterne mellem de medvirkende. 

En række eksperter besøger programmet for at vurdere tingene der skal sælges eller pantsættes, nogle af disse eksperter har lavet en spin-off serie af Pawn Stars. En af disse eksperter er Rick Dale der kan restaurerer antikke ting. Hans spin-off program hedder American Restoration det vises også på History Channel, det havde premiere i oktober 2010. 

## Medvirkende

### Hovedpersonalet
- Richard (Rick) Kevin Harrison – er medstifter og medejer af pantsættebutikken. Han er søn af The Old Man Richard og far til Big Hoss Corey. Han har fået kaldenavnet The Spotter for hans skarpe øje til at spotte gamle værdifulde ting. Han startede i pantsætte-forretningen som 13 årig.[5] Rick med-stiftede Gold & Silver pantsætte-butikken i 1988 i en alder af 23.[5] Pralende med at Gold & Silver er den eneste familieejede pantsætte-butik i Las Vegas fortæller han at han forlod sin high school i tiende klasse fordi han tjente 2.000$ (ca. 11500 dkk.) om ugen, på at sælge falske Gucci tasker. [5] Han har været en ivrig læser siden hans barndom, hans yndlings område inden for historie er Den Britiske Flåde (Royal Navy) fra slutningen af 1700-tallet til starten af 1800-tallet. [6]
- Richard Benjamin "The Old Man" Harrison – Er født den 4. marts 1941. Han er far til Rick og bedstefar til Corey. Han er stifer/medejer af pantsætte-butikken, som han åbnede i 1988[7] sammen med hans søn. Han bliver tit kaldt The Old Man, det kaldenavn fik han da han var 38, ifølge udsendelsen Fired Up. [8] Han kommer fra Lexington, North Carolina. [9] Han er den første der møder om morgenen og han har ikke haft en sygedag siden 1994. [10] Han er 20-års veteran fra Den Amerikanske Flåde (U.S. Navy). Han kan godt lide biler og viser interesse for alle typer biler. [11]
- Richard Corey "Big Hoss" Harrison – Er Rick's søn og Richard's barnebarn.[12] Han startede som 9-årig i "Gold & Silver" med at polere smykker. [13] Corey kommer ofte i konflikter med han far og hans bedstefar omkring hans viden om butikkens inventar,[14] hans bedømmelse i køb og salg og hans køb af dyre ting. Efter en operation i 2010 og ændringer i hans diæt, røg Harrison's vægt på 166 kg (365 lb) ned til omkring 133 kg (250 lb). [15]
- Austin "Chumlee" Russell – Er Corey's barndomsven. Han startede i butikken som 21 årig og havde arbejdet i butikken fem år før den første sæson begyndte. [16] Han laver "bag-disken-arbejdet" i butikken såsom at teste ting. Han tit den de andre laver sjov med, på grund af hans mangel på intelligence og hans inkompetence. [17] I Chumlee's egen forklaring forlkarer han er undervurderet og nævner hans ekspertise inden for pinball maskiner. Det viser han i anden sæson i episoden "Pinball Wizards" til Corey's overraskelse. Det resulterede i at han lavede sit eget firma som blandt andet solgte t-shirts af hans eget design. Han solgte halvdelen af firmaet til Harrison i 2010 for 155,000$ (omkring 1.05mio dkk.) så at butikken kunne håndtere ordrerne mere effektivt.[18]